# Unión de la Libertad
La Unión de la Libertad (en polaco: Unia Wolności, UW) fue el principal partido político liberal de Polonia. Fue fundado el 14 de abril de 1994.
La mayor parte de sus miembros había sido miembros de la Unión Democrática (Unia Demokratycznaj) y el Congreso Liberal Democrático (Kongres Liberalno-Demokratyczny). El partido la Unión de la Libertad estaba formado por Tadeusz Mazowiecki (UD) y Donald Tusk (Congreso Liberal Democrático). Una coalición entre Unión de la Libertad y Acción Electoral Solidaridad (Akcja Wyborcza Solidarność) gobernó Polonia entre 1997 y 2000.
El presidente de la Unión de la Libertad fue Leszek Balcerowicz.
En 2005 el partido cambió su nombre. Ahora se llama Partido Democrático (Partia Demokratyczna).
El presidente del Partido Democrático es Janusz Onyszkiewicz
Actualmente el partido no tiene ninguno escaño.